# Leonore Brecher
Leonore Rachelle Brecher (* 14. Oktober 1886 in Botoșani, Königreich Rumänien; † 18. September 1942 im Vernichtungslager Maly Trostinez) war eine österreichische experimentelle Zoologin, die vor allem über die Ursachen der Entstehung von Farbvarietäten an Schmetterlingspuppen forschte. Dabei gelang ihr zusammen mit Hans Leo Przibram 1922 eine teilweise Bestätigung von Paul Kammerers Experimenten über die Vererbung erworbener Eigenschaften.

## Ausbildung
Leonore Brecher besuchte das Mädchengymnasium in Jassy und legte 1906 die Matura ab. Sie begann ein naturwissenschaftliches Studium an der Universität Jassy, setzte es nach einem Jahr an der Universität Czernowitz fort, musste aber nach dem dritten Semester das Studium abbrechen, da beide Elternteile starben und sie von Verwandten in der Bukowina aufgenommen wurde. Erst 1913 konnte sie mit finanzieller Unterstützung der Familie das Studium wieder aufnehmen. 1914 wechselte sie an die Universität Wien, wo sie ab August 1915 an der Biologischen Versuchsanstalt der Österreichischen Akademie der Wissenschaften bei dem Zoologen Hans Leo Przibram arbeitete.

## Wissenschaftliche Laufbahn bis 1933
1916 wurde Brecher mit einer von Przibram betreuten Arbeit über Die Puppenfärbungen des Kohlweißlings promoviert. 1917 legte sie die Lehramtsprüfung für Mittelschulen ab und absolvierte anschließend am Mädchen-Realgymnasium Albertgasse das vorgeschriebene pädagogische Probejahr. Danach kehrte sie aber wieder an die Biologische Versuchsanstalt zurück, wo sie ihre Forschungen fortsetzte und als unbezahlte Assistentin Przibrams arbeitete. Sie erhielt dreimal für je ein Jahr ein Stipendium der Akademie der Wissenschaften; als ihre Verwandten aber 1920 die finanzielle Unterstützung einstellten und Brecher sich bei der Akademie um eine reguläre Assistentenstelle bewarb, hatte sie keinen Erfolg. Sie hielt sich mit Fördermitteln privater Stiftungen und dem Erteilen von Volkshochschulkursen über Wasser. 1922 stellte sie zusammen mit Przibram auf der Tagung der Deutschen Gesellschaft für Vererbungslehre die Ergebnisse ihrer Experimente mit Schmetterlingspuppen und Ratten vor, die Paul Kammerers Thesen zur Vererbbarkeit erworbener Eigenschaften zu bestätigen schienen. Allerdings wurden Kammerers Befunde an Amphibien und Reptilien später von britischen und US-amerikanischen Wissenschaftlern widerlegt.
Im Oktober 1923 versuchte Brecher sich als erste Naturwissenschaftlerin in Österreich zu habilitieren. Zu diesem Zeitpunkt konnte sie bereits auf mehr als zwanzig wissenschaftliche Veröffentlichungen verweisen. Ihr Gesuch um Erteilung der venia legendi für Zoologie wurde von der philosophischen Fakultät der Universität Wien zunächst verschleppt und 1926 schließlich abgelehnt. 1923 war in die Habilitationsordnung der Universität Wien die Bestimmung aufgenommen worden, dass die Habilitationskommission und die Fakultät nicht nur über die wissenschaftliche, sondern auch über die persönliche Eignung der Bewerber abstimmen mussten. Vor dem Hintergrund des bereits in den zwanziger Jahren an der Wiener Universität herrschenden massiven völkischen Antisemitismus diente diese Bestimmung explizit dazu, unerwünschte jüdische Bewerber auszuschließen. Auch Brecher, die als Frau, Jüdin und Osteuropäerin gleich dreifachen Vorurteilen ausgesetzt war, wurde wegen fehlender persönlicher Eignung abgelehnt, da sie „nicht geeignet sei, den Studenten gegenüber die für einen Dozenten erforderliche Autorität aufrecht zu erhalten“.
Ohne feste Anstellung war Brecher auch weiterhin von Stipendien abhängig, um ihren Lebensunterhalt und ihre Forschungsarbeit zu finanzieren. Eine International Fellowship der American Association of University Women ermöglichte ihr 1923, ein Jahr am Physiologischen Institut der Universität Rostock bei Hans Winterstein zu arbeiten. Ende 1924 war sie wieder in Wien, im Jahr darauf erhielt sie ein Stipendium der Notgemeinschaft der deutschen Wissenschaft für einen Aufenthalt am Pathologischen Institut der Berliner Universität, wo sie von 1926 bis 1928 bei Rhoda Erdmann und Peter Rona arbeitete, von 1928 bis Oktober 1931 eine Yarrow Research Fellowship des Girton College in Cambridge, dank derer sie in Cambridge, dann in Rostock und schließlich an der Universität Kiel bei Wolfgang Freiherr von Buddenbrock-Hettersdorff sowie Rudolf Höber weiterforschen konnte. Danach blieb sie in Kiel, war aber wieder auf finanzielle Unterstützung ihrer Familie angewiesen. Einer Einladung der Columbia University zu einem Forschungsaufenthalt in den USA konnte sie nicht folgen, da sie ohne Festanstellung in Deutschland kein Visum für die USA erhielt.

## Zeit des Nationalsozialismus
Nach dem Machtantritt der Nazis war Brecher aufgrund ihrer „nicht-arischen“ Abstammung von einer weiteren Förderung durch die Notgemeinschaft der deutschen Wissenschaft ausgeschlossen. Infolgedessen bat sie im Juli 1933 Juda H. Quastel in Cardiff, ihr ein Stipendium zu verschaffen, was ihm aber nicht gelang. Ihr Unterstützer und Arbeitgeber Rudolf Höber wurde im September 1933 als „Halbjude“ und Demokrat aufgrund des Gesetzes zur Wiederherstellung des Berufsbeamtentums von seinem Lehrstuhl vertrieben. Brecher wandte sich daraufhin an das Academic Assistance Council mit der Bitte um eine Arbeitsmöglichkeit in England, die aber abschlägig beschieden wurde, unter anderem aufgrund einer negativen Beurteilung ihrer Persönlichkeit durch das Girton College.
Nachdem Brecher sowohl ihre Forschungsmöglichkeit in Kiel als auch die Unterhaltszahlung ihrer Verwandten verloren hatte, die sie ab November 1933 nicht mehr unterstützen konnten, kehrte sie im November 1933 nach Wien zurück, wo Przibram ihr eine schlechtbezahlte Anstellung an der Biologischen Versuchsanstalt gab. Weitere Hilfeersuchen Brechers an das Academic Assistance Council wurden ebenfalls abgelehnt. Nach dem Anschluss Österreichs 1938 wurde sie mit allen anderen jüdischen Wissenschaftlern der BVA entlassen.
Jeder wissenschaftlichen Arbeitsmöglichkeit beraubt, arbeitete Brecher ab Oktober 1938 als Lehrerin an der jüdischen Volks- und Hauptschule in der Kleinen Sperlgasse 2a, wo sie eine Klasse körperbehinderter Schüler unterrichtete, und bemühte sich verzweifelt um eine Arbeits- oder Unterstützungsmöglichkeit im Ausland. Quastel lud sie zwar im November 1938 nach Cardiff ein, konnte ihr aber nur eine unbezahlte Tätigkeit anbieten. Weder das „Emergency Committee in Aid of Displaced Foreign Scholars“ noch das „American Council for Émigrés“ noch die Nachfolgeorganisation des Academic Assistance Council, die Society for Protection of Science and Learning, sahen sich in der Lage, ihr zu helfen. Ihr letzter Brief an die letztgenannte Organisation datiert vom 14. Mai 1939.
Ende Februar 1941 wurde die Schule in der Kleinen Sperlgasse geschlossen und das Gebäude als Sammellager für zu deportierende Juden genutzt. Brecher wurde am 14. September 1942 deportiert und vier Tage später nach ihrer Ankunft im Vernichtungslager Maly Trostinez ermordet.
Im Jahr 2018 wurde in Wien-Meidling (12. Bezirk) der Leonore-Brecher-Weg nach ihr benannt.

## Schriften (Auswahl)
- Die Puppenfärbungen des Kohlweißlings, Pieris brassicae L.
  - Erster Teil: Beschreibung des Polymorphismus. Zweiter Teil: Prüfung des Lichteinflusses. Dritter Teil: Chemie der Farbtypen. Phil. Diss. Universität Wien, 1916. In: Archiv für Entwicklungsmechanik der Organismen. 43 (1917), Heft 1–2, S. 88–221. doi:10.1007/BF02189260 (Digitalisat bei HathiTrust (nur mit US-Proxy))
  - Vierter Teil: Wirkung sichtbarer und unsichtbarer Strahlen. In: Archiv für Entwicklungsmechanik der Organismen. 45 (1919), H. 1–2, S. 273–322. doi:10.1007/BF02554403 (Digitalisat bei HathiTrust (nur mit US-Proxy))
  - Fünfter Teil: Kontrollversuche zur spezifischen Wirkung der Spektralbezirke mit anderen Faktoren. Sechster Teil: Chemismus der Farbanpassung. In: Archiv für Entwicklungsmechanik der Organismen. 48 (1921), H. 1–3, S. 1–139. doi:10.1007/BF02554478, doi:10.1007/BF02554479 (Digitalisat bei HathiTrust (nur mit US-Proxy))
  - Siebenter Teil: Wirksamkeit reflektierten und durchgehenden Lichtes. In: Archiv für Entwicklungsmechanik der Organismen. 50 (1922), Heft 1–2, S. 41–78 (doi:10.1007/BF02093762) (Digitalisat bei HathiTrust (nur mit US-Proxy))
  - Achter Teil: Die Farbanpassung der Puppen durch das Raupenauge. In: Archiv für mikroskopische Anatomie und Entwicklungsmechanik. 102 (1924), H. 4, S. 501–516. doi:10.1007/BF02292958
- mit Hans Przibram: Ursachen tierischer Farbkleidung I. Vorversuche an Extrakten. In: Archiv für Entwicklungsmechanik der Organismen. 45 (1919), H. 1–2, S. 83–198. doi:10.1007/BF02554400
- mit Hans Przibram: Die Farbmodifikationen der Stabheuschrecke Dixippus morosus Br. et Redt. (Ursachen tierischer Farbkleidung VI) In: Archiv für Entwicklungsmechanik der Organismen. 50 (1922), H. 1–2, S. 147–185. doi:10.1007/BF02093765
- Die Puppenfärbungen der Vanessiden (Vanessa Io, V. urticae, Pyrameis cardui, P. atalanta). In: Archiv für Entwicklungsmechanik der Organismen. 50 (1922), Heft 1–2, S. 209–308. doi:10.1007/BF02093770
- Die Puppenfärbungen der Vanessiden (Vanessa Io, V. utricae). In: Archiv für mikroskopische Anatomie und Entwicklungsmechanik. 102 (1924), H. 4, S. 517–548. doi:10.1007/BF02292959
- Physiko-chemische und chemische Untersuchungen am Raupen- und Puppenblute (Pieris brassicae, Vanessa urticae). In: Zeitschrift für vergleichende Physiologie. 2 (1925), H. 6, S. 691–713.
- Anorganische Bestandteile des Schmetterlingspuppenblutes (Sphynx pinastri, Pieris brassicae). Veränderungen im Gehalt an organischen Bestandteilen bei der Verpuppung (Pieris brassicae). In: Biochemische Zeitschrift. 211 (1929), S. 40–64.
- Pigment-Bildung bei Wirbellosen und Wirbeltieren. In: Tabulae Biologicae. 16, 1938, S. 140–161.